# Beaufort Castle
Beaufort Castle is een kasteel in de Schotse Hooglanden. Het staat in Beauly bij Inverness.
Het kasteel staat op de rechteroever van de rivier Beauly. Een eerste kasteel werd in de 11de of 12de eeuw gebouwd door de familie Bysset (ook Bissetts) en heette toen nog Dounie Castle. In de 13de eeuw trouwde een Byset-erfgename met Simon Fraser en sindsdien was dit kasteel onafgebroken eigendom van de familie Lovat.
In 1303 werd het kasteel door Engelsen belegerd toen Koning Edward I Schotland probeerde te veroveren. Na de bevrijdingsoorlog hadden de Frasers andere vijanden zoals de MacDonalds van Clanranald. In juli 1544 kwam het tot een oorlog tussen vier clans, waarbij Lord Lovat en zijn zoon om het leven kwamen. 
In 1640 brandde het kasteel af door toedoen van Oliver Cromwell's troepen en in 1671 werd het afgebroken. In 1746 brandde het weer af tijdens de Slag bij Culloden.
Simon Fraser, de 11de Lord Lovat, was geen sterke man. Om Bonnie Prince Charlie te ondersteunen zond hij in 1746 zijn zoon Charles Fraser of Inverallachie met een regiment van 400 man naar de Slag bij Culloden. Daarna moest Simon Fraser op de vlucht. Na twee jaar werd hij opgepakt en in Londen terechtgesteld. Dounie Castle werd een ruïne.
Simon Joseph Fraser kreeg het land tegen het einde van de 19de eeuw terug en bouwde er een nieuw kasteel, dat de naam Beaufort kreeg. In januari 1900 richtte hij de Lovat Scouts op, een regiment scherpschutters. Zij vochten in de Boerenoorlog. Zijn zoon Simon Fraser, 15e Lord Lovat kwam in 1930 ook bij de Lovat Scouts, en in 1939 opnieuw. 
Simon Fraser verkocht het kasteel in 1994 aan Ann Gloag (1942), directeur van Stagecoach Group.
Op 5 oktober 1971 werd het kasteel op de lijst van historische monumenten geplaatst.